# 이조전랑
이조전랑(吏曹銓郞)은 조선 시대에 이조의 정랑(정5품)과 좌랑(정6품)을 함께 이르던 말이다. 이조의 정랑과 좌랑은 각 부서의 당하관(堂下官) 관원을 천거, 재야인사 추천 권한을 가진 직책으로 전랑(銓郞)이라고 불렀다. 특히 이조정랑(吏曹正郞)은 사정기관인 삼사(三司) 관리의 추천권을 가진 핵심 요직으로, 품계는 낮았으나 막강한 권한을 가지고 있었다. 그러므로 명망 있고 젊은 문신 중에서 선임되었고, 중죄가 아니면 탄핵받지 않았으며, 전랑을 거치면 대개 재상까지 오를 수 있었다.
조선 시대의 관리 임명 권한은 삼정승이 있는 의정부에게 있지 않고 이조에 속해 있었다. 따라서 이조의 수장인 이조판서는 삼정승보다 큰 권한을 누렸다. 이런 이조판서의 인사권 전횡을 방지하기 위하여 삼사 관리 추천권만은 이조정랑에게 전권을 주었다. 왕권과 유력 신권을 견제하기 위해서 감시하고 탄핵, 감찰하는 삼사의 인사권이 재상이나 이조판서에게 있으면 자기사람을 심어서 권력을 남용할 수 있기 때문이었다. 삼사에 대한 인사권을 대신들로부터 독립시킴으로 삼사 관리들이 소신껏 감찰, 탄핵 활동을 할 수 있도록 하기 위한 제도적 장치의 일환이었다.
정랑은 삼사(三司)의 인사권을 쥐고 있었으므로 삼사(三司)의 여론은 은연중 정랑의 통제하에 있었고, 삼사(三司)를 통하여 대신들의 권력을 견제하였다. 이처럼 인사권과 언론권이 전랑에 집중되어, 전랑직을 누가 차지하느냐에 따라 권력의 향배가 결정되었다. 조선시대 붕당(朋黨) 시작으로 보는 1575년에 사림파의 동서분당 사건을 초래한 심의겸(沈義謙)과 김효원(金孝元)의 싸움도 이조정랑 자리를 놓고 벌어졌다. 이후 전랑직을 둘러싼 쟁탈전이 당쟁을 격화시키는 원인이 되었다. 이러한 폐단을 없애기 위하여 1685년(숙종 11)과 1741년(영조 17)에는 전랑의 권한과 인원을 축소시켰으며 후임지명권은 재상에게, 통청권은 이조판서가 행사하게 되었다.

## 권한

### 자대권(自代權)
후임 전랑 지명권, 즉 후임자 추천권을 말한다. 1516년(중종 11), 개혁을 주도하던 조광조에 건의로 부여되었다. 전랑천대법(銓郞薦代法)에 의해 법적으로 보장된 권리로, 전랑이 주어진 본인의 임기를 다 마치고 보직이동을 할 때 자신의 후임자를 직접 지명할 수 있는 권리였다. 정5품에 지나지 않는 관료가 막강한 권한을 대신들의 눈치를 보지 않고 행사하려면 이조정랑 지위에 대한 보장이 있어야 한다. 따라서 이조정랑직에 대한 인사권도 대신들로부터 독립되어 있어야 했다. 그래서 이임하는 전임 이조정랑에게 후임 이조정랑 임명에 대한 추천권도 주어졌던 것이다. 후임자를 추천하면 왕이 직접 임명하였다. 거의 세습적 성격을 가진다고 볼 수 있고 많은 인사청탁이 오고 갔다.

### 통청권(通淸權)
조정 각 부서 4품이하 당하관을 천거할 수 있으며, 특히 삼사(사헌부, 사간원, 홍문관)의 관리를 선발할 수 있는데, 이조판서 조차 간여할 수 없는 권리에  해당한다. 이는 곧 문신 선발권을 광범위하게 행사할 수 있는 권리로, 바로 이 통청권이 이조낭관(이조정랑) 인사업무의 핵심이다. 삼사 언론기관의 관리 임용권한이 이조정랑에게 있었기 때문에 삼사 관원 예비생들은 이조정랑의 눈치를 봐야 했다. 이조낭관이 조선의 언론을 간접적으로 지배할 수 있었다. 조광조의 개혁정치 일환으로 1516년(중종 11)부터 주어졌으며, 조광조는 자대권과 함께 이조정랑의 힘을 키워 신진사림 세력을 강화하고 개혁을 추진하는 발판으로 삼았다. 그러나 점차 이조정랑의 강한 권력으로 인해 당쟁이 심화되자 1741년(영조 18)에는 통청권(通淸權)을 약화시켰다.

### 낭천권(郞薦權)
부천권이라고도 한다. 일명 재야 인사 추천권으로서 다른 권리들과 비교해 다소 늦은 시점인 1569년(선조 2)부터 부여되었다. 명성이 높거나 실력은 있는데 과거시험에서 합격하지 못한 재야의 선비들을 과거시험 없이 임용될 수 있게 추천할 수 있는 권리이다. 이조낭관이 추천하면 대부분 등용되었으며 이조판서는 관원 천거에 개입할 수 없었다. 위와 같은 권한들을 토대로 사림들은 이조전랑 지위를 훈구세력의 강력한 견제(사화)에도 끊임 없이 사림을 중앙에 공급하여 훈구에 맞설 세력 기반을 다질수 있었다. 수많은 인사청탁이 빌미를 제공했으며 조선 후기 붕당정치에 이용되기도 한다.

## 같이 보기
- 당쟁
- 동인과 서인